# Sea, No Sex and Sun
Cet article possède un paronyme, voir Sea, Sex and Sun.
Pour plus de détails, voir Fiche technique et Distribution.
Sea, No Sex and Sun est un film français réalisé par Christophe Turpin, sorti en 2012.

## Synopsis
La Bretagne, le mois de juillet, Carnac-Plage. Alex, 20 ans, saisonnier au Tennis-Club, profite de sa liberté, sort, fait des rencontres. Guillaume, 35 ans, vient en vacances avec sa femme et sa fille. C'est ici qu'il a passé ses meilleurs étés lorsqu'il était jeune. Pierre, 50 ans, récemment divorcé, séjourne avec ses deux enfants et espère renouer avec eux. Le film évoque ainsi les déboires de trois hommes de générations différentes, confrontés à leurs désirs et à la difficulté de les assouvir.

## Fiche technique
- Réalisation : Christophe Turpin
- Scénario : Christophe Turpin
- Photographie : Philippe Piffeteau
- Musique : Jean-Philippe Verdin
- Supervision musicale : My Melody
- Son : Philippe Lecoeur
- Costumes : Agnès Beziers
- Montage : Antoine Vareille et Thibaut Damade
- Société de production : Quasar Productions, en association avec Cinémage 6
- Durée : 89 min
- Pays :  France
- Date de sortie 
  - France : 9 mai 2012

## Distribution
- Fred Testot : Guillaume
- Antoine Duléry : Pierre
- Julie Ferrier : Justine
- Arthur Mazet : Alex
- Armelle Deutsch : Raphaëlle
- Anouk Grinberg : Claude
- Patrick Bouchitey : Serge
- Alma Jodorowsky : Diane
- Daphné Chollet : Camille
- Arnaud Prusak : Hugo
- Jérémy Denisty : Dimitri
- Esther Comar : ?
- Kilian Maillet : Samuel

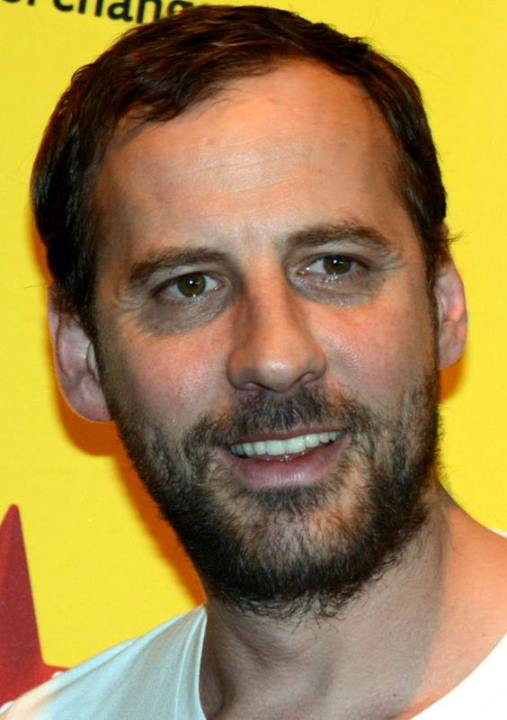
L'acteur principal Fred Testot en juin 2013.

- Louna Portefaix : Ariane, fille de Guillaume et Justine

## Bande originale
Sauf indication contraire ou complémentaire, les informations mentionnées dans cette section proviennent du générique de fin de l'œuvre audiovisuelle présentée ici.
- Wouldn't It Be Nice par The Beach Boys de 1966 (Pierre au volant de sa voiture roule vers Pornic, il commente la musique à ses enfants qui ne l'écoutent pas ; la nuit sur la plage autour du feu le groupe de jeunes).
- High Speed Rock'n'Roll par Paperback Freud de 2008.
- CookieMachine par PacoVolume de 2009.
- Bare Feet par Readymade FC.
- People Get Ready par Slim Smith et The Uniques.
- I fix you par Jean-Philippe Verdin de 2011.
- Everyone else but me par Jean-Philippe Verdin de 2011.
- Ten years par Readymade FC.
- Lungolago par All If.
- You Could Have It (So Much Better Without Me) par Miss Li de 2011.
- Destroit par Readymade FC.
- Don't You Want Me par The Human League de 1981.
- Reach par The Pale Fountains de 1984.
- Solde-20 par Serge Rouquairol.
- Hiding neath my umbrella par God Help the Girl de 2009.
- Horse riding par Euro childs.
- Sign of the Times (en) par The Belle Stars de 1983.
- Solde-50 par Serge Rouquairol.
- Drop it par Serge Rouquairol.
- Too Shy par Kajagoogoo de 1983.
- Las candelas par Serge Rouquairol.
- Spiral tribute 1 par Serge Rouquairol.
- Spiral tribute 2 par Serge Rouquairol.
- And Suddenly par The Left Banke de 1967 (fin de générique de fin).
- La chanson d'Antoine par Antoine Duléry.
- Over there par Jean-Philippe Verdin.
- Tomorrow then par Jean-Philippe Verdin.

Musiques non mentionnées dans le générique
Par Jean-Philippe Verdin :
- Sea, no sex and sun, durée : 2 min 21 s.
- Hang on, durée : 3 min 6 s.
- They're making lots of money, durée : 3 min 50 s.
- Carnac plage, durée : 28 s.
- Crépuscule, durée : 43 s.
- Copain copine, durée : 42 s.
- A bicyclette, durée : 43 s.
- Surprise, durée : 3 min 40 s.

## Accueil

### Accueil critique
En France, le site Allociné propose une note moyenne de 2,2⁄5 à partir de l'interprétation de critiques provenant de 15 titres de presse. Première qualifie le film de « film de vacances », qui se rapproche davantage de l'Hôtel de la plage que de Pauline à la plage. Dans une interview, le réalisateur, Christophe Turpin, répond aux critiques point par point.

### Articles de presse
- « Le film "Sea, No Sex and Sun" en tournage au Tennis-Club de Carnac » Article publié le 27 septembre 2013 dans Ouest-France.
- « Vannes : l’équipe de « Sea, no sex and sun » fait une halte au port » Article publié le 27 septembre 2013 dans Ouest-France.